# Neuseeländischer Huntaway
Der Neuseeländische Huntaway ist eine nicht von der FCI anerkannte Hunderasse aus Neuseeland.

## Herkunft und Geschichtliches
Der Neuseeländische Huntaway ist von keinem Dachverband (auch nicht vom Neuseeländischen) als „echte“ Rasse anerkannt. Die Hunde haben die Aufgabe, Schaf- oder Rinderherden mit lautem Bellen zu treiben, wenn ihnen jemand beibringt, wann sie bellen sollen und wann nicht. Sie sind für gewöhnlich keine guten Wachhunde. Welche Hunderassen nun tatsächlich alle eingekreuzt wurden, lässt sich heute nicht mehr sagen. Diese Hunde wurden und werden als reine Gebrauchshunde gezüchtet, d. h., es gibt für sie keinen „optischen Standard“, sondern nur „Eckdaten“:

## Beschreibung
Die folgenden Angaben sind lediglich eine Richtschnur, sie können in alle Richtungen variieren: Die Größe soll etwa bei 51–61 cm liegen, bei einem Gewicht von 18–29,5 kg. Beim Fell wird Stockhaar bevorzugt, aber auch Langhhar ist nicht selten; in schwarz mit beige, schwarz-scheckig, schwarz mit beige & weiß. Wie beim Collie sind die Ohren meist halb hängend, ein Knickohr. Durch die selektive Zuchtwahl zum Gebrauchshund hat sich eine große Robustheit entwickelt, einhergehend mit einem hohen Durchschnittsalter von 12 bis 14 Jahren.

## Verwendung
Der Huntaway ist ein Herdengebrauchshund bzw. Koppelgebrauchshund. Seine Aufgabe ist es, Herden über unübersichtliches Gelände zu treiben, als auch, Herdentiere in den Koppeln voranzutreiben. Dazu springt er auch auf z. B. Schafrücken und "läuft" über die Herde. Er bringt einiges an Intelligenz mit und ist leicht zu trainieren. Der NZ Huntaway wird als Begleithund immer beliebter, allerdings sollte man sich bewusst sein, dass er ein Arbeitshund ist, d. h. einen enormen Bewegungsdrang hat und arbeiten will. Ein Huntaway ohne ausreichende Beschäftigung kann leicht zum „Problemhund“ werden.

## Gesundheitliches
Der Huntaway ist anfällig für die einfach autosomal rezessive Erbkrankheit Mucopolysaccharidose vom Typ III A. Daneben bestehen wahrscheinlich Prädispositionen für Hüftgelenksdysplasie und Dilatative Kardiomyopathie.